# Quarta Lega (pallacanestro)
La Quarta Lega è il sesto ed ultimo livello del campionato svizzero maschile di pallacanestro.